# 天主教倫敦教區
天主教倫敦教區（拉丁語：Diocesi Londonensis）是加拿大一個羅馬天主教教區，屬多倫多總教區。1856年2月21日升為教區。
教區範圍包括安大略西南部。2004年有教友622,138人、146個堂區、284名司鐸。現任教區主教為隆納·伯多祿·法布羅。